# Бренда Стронг
Бре́нда Стронг (англ. Brenda Strong; нар. 25 березня 1960, Портленд, Орегон, США) — американська акторка та кінорежисерка. Найвідоміші ролі: Саллі Сістер в драмедії «Ніч спорту» та Мері Еліс Янг в шоу «Відчайдушні домогосподарки».
1980 року виграла конкурс «Міс Аризона», 1981 року брала участь в конкурсі «Міс Америка».
Акторка з'являлася в епізодах багатьох успішних фільмів та телесеріалів: «Чаклунство» «Секретний агент Макгайвер», «Зірковий шлях», «Твін Пікс», «Третя планета від Сонця», «Швидка допомога», «Сайнфелд», «Еллі Макбіл», «Частини тіла», «Малкольм у центрі уваги», «Юристи Бостона» та ін.

## Вибрана фільмографія
| Рік       |   | Українська назва                  | Оригінальна назва                           | Роль                       |
| --------- | - | --------------------------------- | ------------------------------------------- | -------------------------- |
| 1986      | с | Макгайвер                         | MacGyver                                    | Ліла                       |
| 1986      | с | Будьмо                            | Cheers                                      | Вікі                       |
| 1987      | ф | Космічні яйця                     | Spaceballs                                  | Нурс Гретчен               |
| 1987      | с | Даллас                            | Dallas                                      | дівчина Кліффа на одну ніч |
| 1988      | с | Зоряний шлях: Наступне покоління  | Star Trek: The Next Generation              | Рашелла                    |
| 1991      | с | Твін Пікс                         | Twin Peaks                                  | Джонс                      |
| 1991      | с | Мерфі Браун                       | Twin Peaks                                  | Джанін                     |
| 1992—1993 | с | Германова голова                  | Herman's Head                               | доктор Голланд             |
| 1993      | ф | Моє життя                         | My Life                                     | Лора                       |
| 1993      | ф | Здатна на все                     | Malice                                      | Клаудія                    |
| 1993      | с | Хроніки молодого Індіани Джонса   | The Young Indiana Jones Chronicles          | Беатріс Кауфман            |
| 1993      | с | Застава фехтувальників            | Picket Fences                               | Сара Еванс                 |
| 1994      | с | Швидка допомога                   | ER                                          | Саллі Німеєр               |
| 1996      | ф | Чаклунство                        | The Craft                                   | доктор                     |
| 1996      | с | Мерфі Браун                       | Murphy Brown                                | Тара Бейкер                |
| 1996—1997 | с | Третя планета від Сонця           | Third Rock from the Sun                     | міс Фрост                  |
| 1996—1997 | с | Сайнфелд                          | Seinfeld                                    | Сью Еллен Мішке            |
| 1997      | ф | Зоряний десант                    | Starship Troopers                           | капітан Деладьє            |
| 1999      | ф | У безодні океану                  | The Deep End of the Ocean                   | Еллен                      |
| 2001      | с | Еллі Мак-Біл                      | Ally McBeal                                 | Джеррі Гілл                |
| 2001      | с | CSI: Місце злочину                | CSI: Crime Scene Investigation              | доктор Лі Сапієн           |
| 2001      | с | Дівчата Гілмор                    | Gilmore Girls                               | Єва                        |
| 2001      | с | Затока Доусона                    | Dawson's Creek                              | Кей Лідделл                |
| 2002      | ф | Червоний Дракон                   | Red Dragon                                  | гостя на вечері            |
| 2002      | с | Малькольм у центрі уваги          | Malcolm in the Middle                       | Амелія                     |
| 2003      | с | Частини тіла                      | Nip/Tuck                                    | Айріс                      |
| 2004      | ф | Зоряний десант 2: Герой Федерації | Starship Troopers 2: Hero of the Federation | сержант Діді Рейк          |
| 2004—2012 | с | Відчайдушні домогосподарки        | Desperate Housewives                        | Мері Еліс Янг (оповідач)   |
| 2007      | с | Угамуй свій запал                 | Curb Your Enthusiasm                        | доктор Фломм               |
| 2008      | с | Закон і порядок: Злочинні наміри  | Law & Order: Criminal Intent                | Кеті Джерроу               |
| 2008      | с | Юристи Бостона                    | Boston Legal                                | суддя Джуді Бікон          |
| 2010      | с | Різзолі та Айлз                   | Rizzoli & Isles                             | Мел Ґейнор-Рендл           |
| 2012—2014 | с | Даллас                            | Dallas                                      | Енн Юїнг                   |
| 2012—2014 | с | Скандал                           | Scandal                                     | Джоан Рестон               |
| 2015      | с | Кістки                            | Bones                                       | сенатор Гейлі Вінтерс      |
| 2016      | с | Поліція Чикаго                    | Chicago P.D.                                | адвокат Ґрін               |
| 2016—2019 | с | Сотня                             | The 100                                     | королева Нія               |
| 2016—2017 | с | Бійтеся ходячих мерців            | Fear the Walking Dead                       | Айлін Стоу                 |
| 2016—2021 | с | Супердівчина                      | Supergirl                                   | Ліліан Лютер               |
| 2018—2020 | с | 13 причин чому                    | 13 Reasons Why                              | Нора Вокер                 |